# Luigi Sturzo
Luigi Sturzo (Caltagirone, 26 de noviembre de 1871 - Roma, 8 de agosto de 1959) fue un sacerdote y político italiano.

## Biografía
Fue ordenado sacerdote en 1894. Desde muy pronto comenzó a interesarse por la participación de los católicos en la política. Fue alcalde en una pequeña ciudad y secretario general de Acción Católica, creando después, junto a Alcide De Gasperi, el Beato Alberto Marvelli y otros laicos y políticos, el Partido Popular Italiano en 1919, antecedente directo de la democracia cristiana. Obtuvo un éxito absoluto, pero el ascenso del fascismo truncó sus aspiraciones. En 1924 se exilió a Londres y luego a Nueva York. Regresó tras la guerra, en 1946 y fue designado senador vitalicio, inspirando el Partido Democratacristiano.